# Zahoreni (okręg Botoszany)
Zahoreni – wieś w Rumunii, w okręgu Botoszany, w gminie Manoleasa. W 2011 roku liczyła 544 mieszkańców.